# 服部晶夫
服部晶夫（日语：／ Hattori Akio；1929年6月18日—2013年8月25日）是一位日本数学家，主要研究代数拓扑。

## 生平
1929年出生于日本东京都，1959年获得东京大学博士学位，师从日本数学家弥永昌吉，之后留校任教。1966年至1968年在约翰斯·霍普金斯大学和耶鲁大学担任访问教授，1991年东京大学退休后被邀请担任明治大学数学系教授。。
2013年8月25日因颌下腺肿瘤去世，享年84岁。